# 3390 Demanet
3390 Demanet (1984 ES1) là một tiểu hành tinh vành đai chính được phát hiện ngày 2 tháng 3 năm 1984 bởi Debehogne, H. ở La Silla.